# طاقة الاندماج

Diagram of the D-T reaction

توليد الطاقة بالاندماج النووي يقصد بها استغلال الطاقة الناتجة عن تفاعل الاندماج النووي.
الفكرة طبقت بالفعل في صناعة القنابل الهيدروجينية الفظيعة ،ولدى الولايات المتحدة وروسيا والصين الآلاف منها للردع الحربي، وربما صنعت كوريا الشمالية العديد منها.
ولكن الاستخدام السلمي لتلك الطاقة يحتاج إلى ترويض تلك الطاقة والسيطرة عليها من أجل انتاج طاقة كهربائية تنفعنا من طاقتها النووية. المجال العلمي محفوف بالصعاب ولا يزال العلم في أول الطريق الذي بدؤوه منذ نحو 60 عاما.

## نبذة
في تفاعلات الاندماج النووي تلتحم نواتي ذرة مع بعضها لتشكيل نواة أثقل . بعكس تفاعل انشطار نووي . الإندماج النووي هو التفاعل بين ذرات الهيدروجين ويحدث فيه إلتحام ذرتين منه فيتكون الهيليوم ويصاحبة انطلاق طاقة حرارية عظيمة. عمليات الاندماج النووي هي التفاعلات التي تتم بغزارة في الشمس وتنتج منها الحرارة العظيمة التي تجعل الحياة على الأرض ممكنة. وهو نفس التفاعل الذي بنيت على أساسه القنبلة الهيدروجينية . في تفاعل الاندماج تكون كتلة الهيلوم أقل من مجموع كتل ذرات الهيدروجين ، وهذا الفرق في الوزن (الكتلة) هو الذي يتحول إلى طاقة يظهر لنا في صورة حرارة عالية جدا . هذا الفرق في وزن الهيدروجين الداخل في التفاعل ووزن الهيليوم الناتج يسمى في الفيزياء طاقة الربط في الأنوية الذرية ، وهي أكبر قوة في الطبيعة على الإطلاق وتسمى القوة النووية الشديدة ، التي تظهر لنا عند حدوث تفاعل الاندماج في زيادة هائلة في درجة حرارة المواد المتفاعلة. ويقوم الإنسان الآن بتجارب علمية ضخمة وعديدة ومكلفة بغرض ترويض تلك الطاقة النووية والانتفاع بها لتوليد طلقة كهربائية. وتفاعلات الاندماج هو المجال الرئيسي للبحوث في فيزياء البلازما.

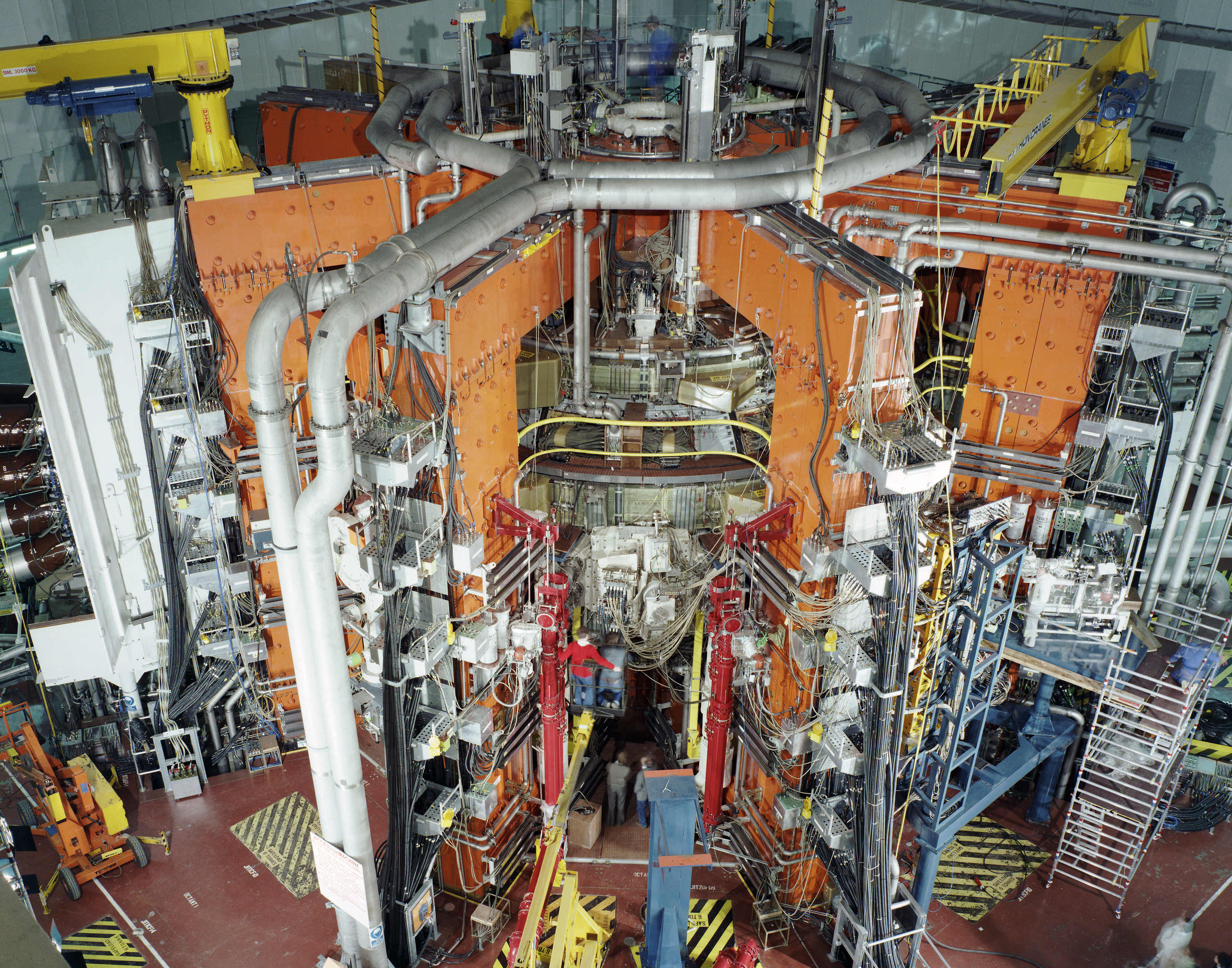
الحلقة الأوروبية المشتركة (جيت) (JET) في عام 1991 (ضخمة ، لاحظ بعض العاملين فيها وموجودون تحتها)

### الآلية
تحدث تفاعلات الاندماج عندما تقترب نواتان ذريتان أو أكثر بما يكفي لفترة كافية بحيث تتغلب القوة النووية التي تربطهم ببعض على قوة التنافر ( القوة الكهروستاتيكية ) تدفعهما بعيدًا عن بعضهما لأن شحنتيهما موجبة . في تفاعل اندماج نووي تتكون أنوية أثقل ، فمثلا عندما تتحد اربعة أنوية هيدروجين (أي 4 بروتونات ) تنتج نواة ذرة الهيليوم (وهي تتكون من بروتونين ونيوترونين ، حيث تتحلل أثنين من البروتونات إلى نيوترونين بواسطة النشاط الإشعاعي). في الشمس تتم تلك التفاعلات وهي مكونة أساسا من الهيدروجين باستمرار وتنتج حرارتها وضوئها التي تمكّن من الحياة على الأرض. ليس هذا فقط فإن تفاعلات الالتحام تحدث في الشمس بين الهيليوم والهيليوم أيضا وبهذا تتكون عناصر أثقل ، مثل الكربون والنتروجين والأكسجين وغيرها. وكل تلك التفاعلات الاندماجية التي تتم في الشمس ، وتتم أيضا في النجوم ، هي مصدر طاقة الشمس الهائلة. تستمر تلك التفاعلات الاندماجية في الشمس والنجوم إلى أن تصل إلى الحديد (الحديد-56 حيث توجد في نواته ما مجموعه 56 بروتونا ونيوترونا) . و بالنسبة إلى الأنوية الأثقل من الحديد-56 ، يكون التفاعل تفاعل ماص للحرارة ، أي لا يُصدر حرارة ويحتاج إلى حرارة أكبر من الحرارة التي ينتجها. بالنسبة إلى النوى الأخف من حديد-56 ، يكون التفاعل مولّدا للحرارة ، وتطلق طاقة (حرارية) عندما تندمج. نظرًا لأن الهيدروجين يحتوي على بروتون واحد في نواته ، فإنه يتطلب أقل جهد لتحقيق الاندماج ، وباندماجه ينتج أكبر قدر من صافي إنتاج الطاقة. أيضًا نظرًا لأنه يحتوي على إلكترون واحد ، فإن الهيدروجين هو أسهل وقود للتأين الكامل (تأين الهيدروجين يحتاج إلى حرارة عالية جدا ، تبلغ في قلب الشمس نحو 14 مليون درجة مئوية . وفي هذه الظروف عالية الحرارة وعالية الضغط تنفصل الإلكترونات عن الذرات ويصبح ما يسمى بلازما. فالبلازما في الفيزياء هي حالة غريبة في الطبيعة تنفصل فيها الشحنات عن بعضها البعض. في الشمس والنجوم لا يوجد الهيدروجين أو الهيليوم وغيرهم كغازات وإنما كبلازما شديدة السرعة تتصادم ببعضها البعض وينتج من إلتحامها عناصر أثقل .

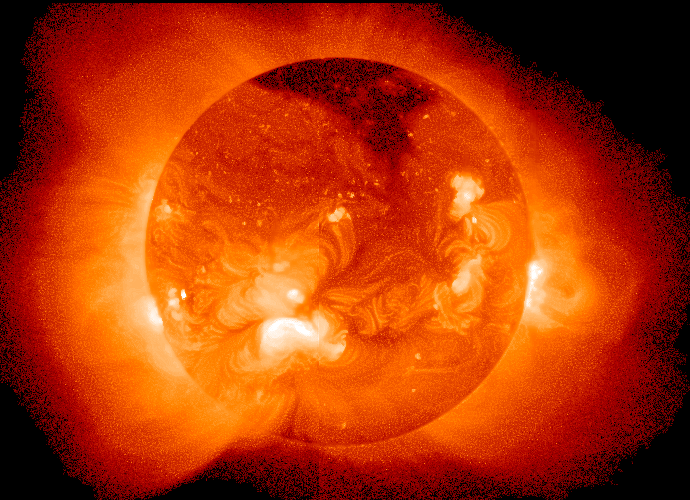
الشمس ، مثل غيرها من النجوم ، هو مفاعل اندماج طبيعي ، حيث يحول العناصر الأخف (مثل الهيدروجين والتريتيوم) إلى عناصر أثقل مع إطلاق الطاقة.

طاقة الترابط داخل الأنوية الذرية ممثلة في هذا المنحنى لنوى ذرية مختلفة. الأنوية الموجودة على اليسار خفيفة ومن ضمنها الهيدروجين عند اندماج أنويتها إلى الهيليوم تعطي طاقة كبيرة ؛ أكبر مما تعطيه أنوية العناصر الموجودين في أقصى اليمين ،فإنهم غير مستقرين ويطلقون الطاقة عندما تنقسم أنويتهم (مثل انشطار اليورانيوم-235).

تعمل القوة النووية القوية فقط على مسافات قصيرة جدا جدا (فيمتومتر واحد على الأكثر ، قطر بروتون واحد أو نيوترون) ، بينما تعمل القوة الكهروستاتيكية على التنافر بين مكونات الأنوية الذرية - لأن شحنة البروتونات موجبة - على مسافات أطول. من أجل الخضوع للاندماج ، يجب إعطاء ذرات الوقود (الهيدروجين) طاقة حركية كافية للاقتراب من بعضها البعض بشكل كافٍ حتى تتغلب القوة النووية القوية على التنافر الكهروستاتيكي بين البروتونات. تُعرف كمية الطاقة الحركية اللازمة لتقريب ذرات الوقود بدرجة كافية باسم "حاجز كولوم". تشمل طرق توفير هذه الطاقة تسريع الذرات في معجل الجسيمات ، أو تسخينها إلى درجات حرارة عالية جدا، فيصطدم بعضها ببعض وقد يلتحم اثنان منهما ويكوّنا نواة ذرية أثقل.
بمجرد تسخين الذرة فوق طاقة التأين ، يتم تجريد الإلكترون الخاص بها. تُعرف النواة المجردة الناتجة باسم أيون. هذا التأين يصنع سحابة ساخنة من الأيونات والإلكترونات الحرة المرتبطة بها سابقًا ، والمعروفة باسم البلازما. لأن الشحنات منفصلة ، فإن البلازما موصلة كهربيًا ويمكن التحكم فيها مغناطيسيًا. تستفيد العديد من أجهزة الاندماج من هذا لحصر الجسيمات أثناء تسخينها.
التصاميم الرائدة الحالية في آلات البحوث هي توكاماك والحبس بالقصور الذاتي (ICF) بواسطة الليزر. كلا التصميمين قيد البحث بمقاييس كبيرة جدًا ، وأبرزها المفاعل النووي الحراري التجريبي الدولي توكاماك في فرنسا ، و منشأة الإشعال الوطنية (NIF) في الولايات المتحدة. يدرس الباحثون أيضًا تصميمات أخرى قد تقدم أساليب أرخص. من بين هذه البدائل ، هناك اهتمام متزايد بـ اندماج بحصر القصور الذاتي بالليزر ، والـ ستيلاراتور.

## الكثافة والدرجة الحرارة والزمن
في الحبس المغناطيسي ، تكون كثافة الوقود (مثل الهيدروجين والتريتيوم) منخفضة ، في حدود "الفراغ الجيد". على سبيل المثال ، في جهاز المفاعل النووي الحراري التجريبي الدولي ، تبلغ كثافة الوقود حوالي 1.0 . 10  19  . متر  −3  ، وهي حوالي مليون جزء من كثافة الغلاف الجوي . وهذا يعني أنه يجب زيادة درجة الحرارة و / أو وقت الحبس لكي تتصادم تلك الأنوية مع بعضها البعض ويحدث إلتحامها مع إطلاق طاقة. تم تحقيق درجات الحرارة اللاندماج باستخدام مجموعة متنوعة من طرق التسخين التي تم تطويرها في أوائل السبعينيات. في الأجهزة الحديثة (عام 2019 ) ، كانت المشكلة الرئيسية المتبقية هي وقت حجز البلازما المتفاعلة. تخضع البلازما في المجالات المغناطيسية القوية لعدد من حالات عدم الاستقرار المتأصلة ، والتي يجب قمعها للوصول إلى فترات انحصار للبلازما مفيدة. تتمثل إحدى طرق القيام بذلك في جعل حجم المفاعل أكبر ، مما يقلل من معدل التسرب بسبب التشتت. وهذا هو السبب في أن آلة ITER كبيرة جدًا.
في نفس الوقت تقترب أنظمة الحبس بالقصور الذاتي من قيم الكثافة ودرجة الحرارة المفيدة ، فلها كثافة أعلى ووصلت حرارة البلازما إلى نحو 100 مليون درجة مئوية بتسليط مجالات مغناطيسية شديدة القوة عليها، ولكن لها فترات حبس قصيرة. ومن المعروف أن تفاعل اندماء الهيدروجين في قلب الشمس يبلغ نحو 14 مليون درجة مئوية وتحت ضغط عال جدا . هذا الضغط العالي والمجود في قلب الشمس لا يمكن لنا تحقيقه على الأرض ؛ ولهذا يعتمد الفيزيائيون العاملون على تحقيق تفاعل الاندماج على الأرض بصورة كبيرة للاستفادة من طاقته ، يعملود على رفع درجة حرارة البلازما في الآلة إلى ما فوق 100 مليون درجة. وفي منشأة الإشعال الوطنية NIF الأمريكية ، زادت كثافة وقود الهيدروجين الأولية إلى نحو 100 ضعف وذلك بتسليط المجالات المغناطيسية عليها وحصرها . في هذه الظروف ، يكون معدل الاندماج مرتفعًا لدرجة أن بعض الوقود يندمج في أجزاء من الثانية التي تستغرقها الحرارة الناتجة من تفاعل الاندماج لتفجير جزيئات بلازما الوقود بعيدًا عن بعضها البعص وتشتتها فينقطع التفاعل. على الرغم من أن آلة NIF كبيرة وضخمة ، إلا أن الاندماج يتم بين بعض الأنوية لمدة ثوان ثم يحدث التشتت الفوري ويتوقف التفاعل . فالصعوبة أولا هي صعوبة استمرارية التفاعل للإستفادة المنتظمة من الطاقة التي تصدر.

## اندماج الهيدروجين
بعد مجهودات على مستوى العالم لتحقيق الإندماج النووي لسنوات طويلة تصل إلى 60 عاما من البحث الكثيف أعلنت وزارة الطاقة في الولايات المتحدة عن نجاح منشأة الإشعال الوطنية في بلتيمور في توليد طاقة من آلتها التجريبية أكبر من الطاقة التشغيلية المحفزة للإندماج النووي - أكبر بنسبة 20%.
قامت منشأة الإشعال الوطنية الأمريكية بأول تجارب بالليزر واسعة النطاق في يونيو 2009 وبدأت تجارب الإشعال في أوائل عام 2011. وفي 13 ديسمبر 2022 أعلنت وزارة الطاقةالولايات المتحدة أنه في 5 كانون الأول (ديسمبر) 2022 ، نجحوا في تحقيق اندماج الإكتساب ، "توصيل 2.05 ميغا جول (MJ) من الطاقة إلى الهدف بواسطة الليزر ، مما أدى إلى الحصول على ناتج طاقة اندماج قدرها 3.15 ميغا جول ."
إلا أن آلة البحوث لا تزالت صغيرة ولا تنفع لانتاج كهرباء منها . والمطلوب هو انشاء مفاعل كبير مثل مفاعل ITER المفاعل النووي الحراري التجريبي الدولي (لا زال تحت الإنشاء في فرنسا ، بمشاركة ألمانيا ، والولايات المتحدة ، وكندا ، وبريطانيا والهند واليابان ) وما هوأكبر منه ليستفيد الأنسان من الاندماج النووي ويستخدمه في إنتاج الطاقة الكهربائية.

## اقرأ أيضا
- الحلقة الأوروبية المشتركة (جيت)
- اندماج بحصر القصور الذاتي
- اندماج نووي
- المفاعل النووي الحراري التجريبي الدولي
- حلقة ماديسون المتماثلة
- توكاماك فائق التوصيل التجريبي المتقدم